# Monte Batu
Il Monte Batu che fa parte del gruppo montuoso delle montagne di Bale, con i suoi 4307 m di altezza, è una delle vette più alte d'Etiopia.

## Descrizione
Il monte consiste di due picchi, Tinnish Batu ("Piccolo Batu"), che a dispetto del nome in realtà è più alto del Tilliq Batu ("GrandeBatu"), più a sud. 
Il primo europeo a scalare il Monte Batu è stato il professore finlandese Helmer Smeds, che ha compiuto questa impresa nel 1958.